# Ваља Сасулуј (Алба)
Ваља Сасулуј (рум. Valea Sasului) насеље је у Румунији у округу Алба у општини Шона. Oпштина се налази на надморској висини од 310 m.

## Становништво
Према подацима из 2002. године у насељу је живело 34 становника, од којих су сви румунске националности.